# Terpt
Terpt (niedersorbisch Tarpje) ist ein Ortsteil der Stadt Luckau im Landkreis Dahme-Spreewald in Brandenburg. Bis zum 31. Dezember 2001 war Terpt eine eigenständige Gemeinde.

## Lage
Terpt liegt in der Niederlausitz, etwa acht Kilometer Luftlinie nordwestlich der Stadt Lübbenau und zehn Kilometer Luftlinie nordöstlich von Luckau. Benachbarte Orte sind Duben und dessen Gemeindeteil Kaden im Norden, der zur Stadt Lübben gehörende Ortsteil Neuendorf im Nordosten, die Lübbenauer Ortsteile Ragow im Osten und Klein Radden mit dessen Gemeindeteil Groß Radden im Südosten sowie die Dubener Gemeindeteile Alteno im Südwesten und Freiimfelde im Westen.
Terpt liegt an der Kreisstraße 6125. Die Landesstraße 526 (Luckau–Lübbenau) liegt etwa drei und die Bundesstraße 87 (Luckau–Lübben) etwa vier Kilometer entfernt. Unmittelbar nördlich von Terpt verläuft die Bundesautobahn 13, deren Autobahnraststätte Rüblingsheide auf dem Gebiet des Ortes liegt. Durch die Gemarkung von Terpt führt die Strecke der Nebenbahn Falkenberg–Beeskow.

## Geschichte
Das Angerdorf Terpt wurde erstmals am 29. September 1366 urkundlich erwähnt. Vermutlich entstand der Ort allerdings bereits früher im Zuge der Ostkolonisation durch deutsche Siedler im 12. und 13. Jahrhundert. Der Ortsname beschreibt laut Reinhard E. Fischer ein durch Rodung entstandenes Dorf. Wahrscheinlicher ist der Ortsname jedoch auf das niedersorbische „terp“ für „Ortscheit“ zurückzuführen.
Terpt war ein historisches Rittergut. Im Jahr 1412 bestand das Gut aus zwölf Hufen und der Gerichtsbezirk aus drei Bauernhufen und fünf Kossäten, des Weiteren gab es eine Schäferei. Am 8. Mai 1454 wurden zwölf Hufen und der Dorfkrug von Terpt durch den niederlausitzischen Markgrafen Friedrich II. von Brandenburg an das Dominikanerkloster Luckau übereignet. Das Gut war lange Zeit in zwei Anteile geteilt, die zunächst unter den Herren zur Mühlen noch in einer Hand waren. Weitere Besitzer waren die Herren von Klitzing zu Beginn des 17. Jahrhunderts, 1619 und 1622 werden die von Kottwitz als Besitzer genannt. Im Jahr 1624 lebten in Terpt vier Bauern mit drei Hufen Land, neun Bauner mit zwei Hufen Land und jeweils ein Bauer mit anderthalb bzw. einer Hufe Land. Nach dem Prager Frieden von 1635 wurde der sächsische Kurfürst mit dem Markgraftum Niederlausitz, zu dem Terpt damals gehörte, belehnt.
Im Jahr 1684 kam die Familie von Thermo in den Besitz des Gutes Terpt. 1718 umfasste das Dorf achteinviertel Hufen, in Terpt lebten drei Hufner, neun Kossäten und fünf Häusler. Die Schatzung betrug 1333⅓ Gulden. Im Jahr 1732 kamen die Herren von Leippinger in den Besitz des ersten Gutsanteils, dieser wurde 1749 von der Familie von Bock übernommen. Der Thermo’sche Gutsteil hatte 1755 77 und der Bock’sche Anteil 88 Einwohner. Im Jahr 1782 kam der erste Gutsteil in den Besitz der Herren von Stutterheim, die 1810 auch den Thermo’schen Gutsteil übernahmen. Anfang des 19. Jahrhunderts verfügte das Dorf über eine eigene Schule, die der Superintendentur Calau unterstand. Zudem gehörten zu Terpt eine Windmühle und eine herrschaftliche Ziegelei. Terpt war zudem Sitz einer Kirchengemeinde, in die neben Terpt auch die Dörfer Alteno, Groß Radden und Kaden eingepfarrt waren. Kursachsen wurde 1806 zum Königreich Sachsen erhoben. Im Jahr 1810 umfasste Terpt 29 Haushalte, davon waren drei Bauern, neun Kossäten und 17 Häusler.
Nach dem Wiener Kongress wurde das Markgraftum Niederlausitz aufgelöst und Sachsen musste die Niederlausitz an das Königreich Preußen abtreten. Bei der Gebietsreform von 1816 wurde Terpt dem Kreis Calau in der Provinz Brandenburg angegliedert. 1824 hatte der Ort 44 Häuser und 248 Einwohner. Die Haushalte teilten sich in drei Bauern, neun Kossäten und 32 Häusler auf. Bis 1840 stieg die Einwohnerzahl von Terpt auf 328. Das erste Gut war damals dem Landrat des Kreises Calau, Anton von Stutterheim, unterstellt, das andere wurde von Anton von Sutterheim und Major von Sutterheim zu Terpt gemeinschaftlich geführt. Im Jahr 1862 kamen die Güter in den Besitz der verwitweten Frau Gütschow, geb. Clemens. Ab 1864 wurden eine Schäferei sowie ein zum Ort gehörendes Vorwerk erwähnt, der Ort hatte damals 363 Einwohner. Bei der Volkszählung am 1. Dezember 1871 ermittelte man in der Landgemeinde und im Gutsbezirk Terpt zusammen 359 Einwohner, davon waren 173 Männer und 186 Frauen; 76 Einwohner waren Kinder unter zehn Jahren. Der Gutsbezirk wurde im Zuge der Auflösung der preußischen Gutesbezirke 1928 mit der Landgemeinde vereinigt.

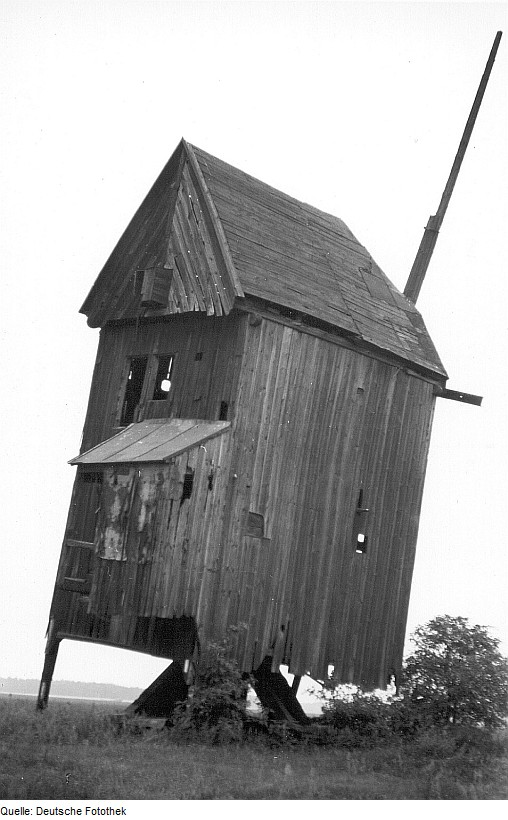
Die Bockwindmühle Terpt im Jahr 1971

Die Freiwillige Feuerwehr in Terpt wurde 1932 gegründet. Im Jahr 1940 wurde die heutige Bundesautobahn 13 unmittelbar nördlich an Terpt vorbei gebaut. Nach dem Ende des Zweiten Weltkrieges lag Terpt zunächst in der Sowjetischen Besatzungszone und ab 1949 in der DDR. Am 1. Juli 1950 wechselte die Gemeinde aus dem Landkreis Calau in den Landkreis Lübben (Spreewald). Bei der großen Gebietsreform am 25. Juli 1952 wurde Terpt dem neu gebildeten Kreis Luckau im Bezirk Cottbus zugeordnet. Die hölzerne Bockwindmühle in Terpt stürzte im Jahr 1975 ein. Nach der Wiedervereinigung lag die Gemeinde zunächst im Landkreis Luckau in Brandenburg, wo sie sich 1992 zur Erledigung ihrer Verwaltungsangelegenheiten dem Amt Luckau anschloss. Seit dem 6. Dezember 1993 gehört Terpt zum Landkreis Dahme-Spreewald. Am 31. Dezember 2001 wurde Terpt nach Luckau eingemeindet, das Amt Luckau wurde nach der Gemeindegebietsreform am 26. Oktober 2003 aufgelöst.

## Bevölkerungsentwicklung
| 1875 | 356 | 1925 | 316 | 1946 | 479 | 1971 | 291 | 1989 | 239 | 2014 | 177 |
| 1890 | 345 | 1933 | 301 | 1950 | 458 | 1981 | 279 | 1995 | 217 | 2020 | 162 |
| 1910 | 357 | 1939 | 302 | 1964 | 320 | 1985 | 256 | 2000 | 229 |      |     |

## Kultur und Sehenswürdigkeiten

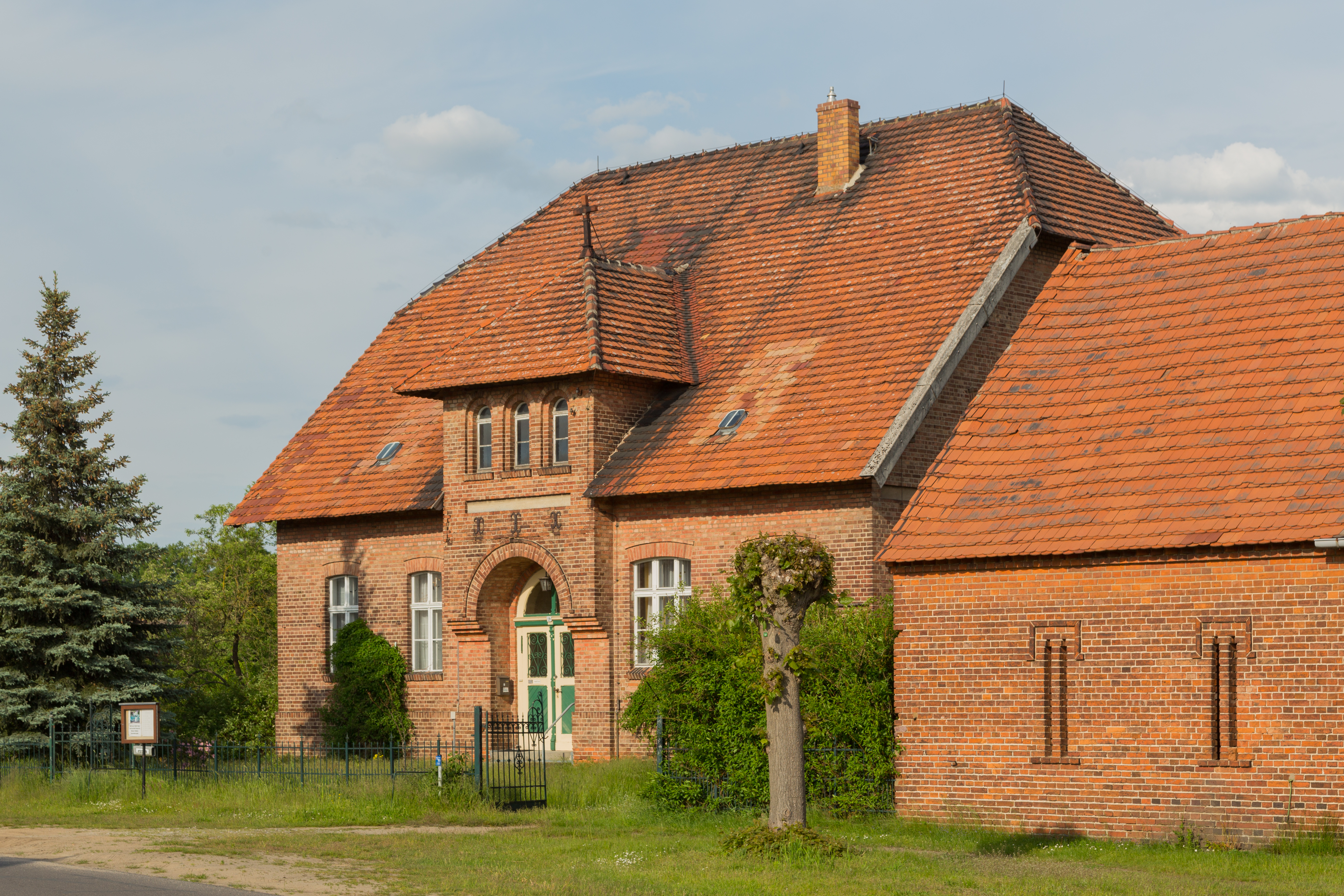
Pfarrhaus

Die Dorfkirche Terpt ist ein eingetragenes Baudenkmal der Stadt Luckau. Sie wurde im 14. Jahrhundert als Feldsteinkirche gebaut und wurde am 29. September 1366 erstmals erwähnt, wobei diese Urkunde auch die erste bekannte Erwähnung des Ortes darstellt. Die Kirche wurde 1845 vergrößert und 1927 saniert. Zwischen 2014 und 2016 mussten umfangreiche Restaurierungsarbeiten an dem Gebäude durchgeführt werden, unter anderem war das Dachtragwerk vom Hausschwamm befallen. Nördlich der Kirche steht auf dem Dorfanger das Pfarrhaus, dieses steht nicht unter Denkmalschutz.
In der Dorfgemeinschaft finden regelmäßig ein Dorffest, das Zampern und ein Kindertag statt.